# Katedra Filologii Niderlandzkiej im. Erazma z Rotterdamu Uniwersytetu Wrocławskiego
Katedra Filologii Niderlandzkiej im. Erazma z Rotterdamu Uniwersytetu Wrocławskiego – jednostka dydaktyczno-naukowa należąca do struktur Wydziału Neofilologii Uniwersytetu Wrocławskiego. Dzieli się na 4 zakłady i 3 pracownie naukowe. Posiada uprawnienia do nadawania stopni naukowych doktora i doktora habilitowanego oraz wnioskowania o nadanie tytułu naukowego profesora. Prowadzi działalność dydaktyczną i badawczą związaną z leksykologią, leksykografią, frazeologią i paremiologią języka niderlandzkiego i polskiego, gramatyką konfrontatywną języka niderlandzkiego i polskiego, literaturą krajów niderlandzkiego obszaru językowego, związkami literackimi i kulturowymi pomiędzy Śląskiem i Niderlandami, recepcją literatury niderlandzkiej w Polsce, kulturą, literaturą i językiem afrikaans, kulturą niderlandzką okresu 1500–1800. 
Katedra oferuje studia na kierunku niderlandystyka oraz specjalności język, kultura i literatura niderlandzka w kontekście środkowoeuropejskim (DCC). Do 2017 roku kształciła studentów w trybie dziennym i wieczorowym. Katedra wydaje także własne czasopisma naukowe Neerlandica Wratislaviensia oraz Niderlandystyka interdyscyplinarnie. Dysponuje także własną samodzielną biblioteką – Biblioteką Niderlandystyczną, znajdującą się na ulicy Uniwersyteckiej 28a. Siedzibą instytutu jest kamienica przy ulicy Kuźniczej 22 we Wrocławiu. 
Katedra powstała w 1990 roku jako Katedra Języka, Literatury i Kultury Niderlandzkiej im. Erazma z Rotterdamu po przekształceniu i usamodzielnieniu się działającego w ramach Instytutu Filologii Germańskiej UWr – Zakładu Niderlandystyki.

## Adres
Katedra Filologii Niderlandzkiej im. Erazma z Rotterdamu

Uniwersytetu Wrocławskiego

ul. Kuźnicza 22

50-138 Wrocław

## Władze 2024–2028[10]
Kierownik: dr hab. Irena Barbara Kalla, prof. UWr
Zastępca kierownika ds. nauki i rozwoju: dr hab. Bożena Czarnecka
Zastępca kierownika ds. dydaktycznych i studenckich: dr hab. Agata Kowalska-Szubert
Pełnomocnik kierownika ds. współpracy międzynarodowej i koordynator programu Erasmus i CEEPUS: dr Małgorzata Dowlaszewicz
Pełnomocnik ds. technologii cyfrowej w edukacji: dr Zuzanna Czerwonka-Wajda

## Poczet kierowników
- 1990–1995: prof. dr hab. Stanisław Prędota
- 1995–2008: dr hab. Stefan Kiedroń, prof. UWr
- 2008–2016: doc. dr Bolesław Rajman
- 2016–2020: prof. dr hab. Stefan Kiedroń
- od 2020: prof. dr hab. Irena Barbara Kalla

## Historia
Historia wrocławskiej niderlandystyki zaczęła się w 1960 roku, kiedy to dr hab. Norbert Morciniec utworzył w Instytucie Filologii Germańskiej Uniwersytetu Wrocławskiego lektorat języka niderlandzkiego. W 1975 roku na filologii germańskiej została uruchomiona nowa specjalizacja – niderlandystyka. W latach 70 i 80. XX wieku intensywnie rozwijały się kontakty z uniwersytetami w Belgii oraz Holandii, a w 1983 roku ukazał się pierwszy numer założonego przez Norberta Morcińca pisma Neerlandica Wratislaviensia.
W 1989 roku miał miejsce podział Zakładu Języka Niemieckiego i Niderlandystyki na Zakład Języka Niemieckiego i Zakład Niderlandystyki, którego kierownikiem został prof. Stanisław Prędota. Rok później powołano do życia samodzielną Katedrę Języka, Literatury i Kultury Niderlandzkiej im. Erazma z Rotterdamu. Przełomowym wydarzeniem było uruchomienie w 1992 roku w Katedrze nowego kierunku studiów w Polsce – filologii niderlandzkiej. W 1996 roku dokonano zmiany nazwy katedry na Katedrę Filologii Niderlandzkiej.

## Kierunki kształcenia
Katedra kształci studentów na poziomie licencjackim i magisterskim, na kierunku filologia ze specjalnością filologia niderlandzka oraz z możliwością specjalizacji DCC (Dutch Language, Literature and Culture in a Central European Context), a od 2020 roku na kierunku filologia niderlandzka oraz z możliwością specjalności DCC. DCC to program studiów licencjackich realizowany we współpracy z Uniwersytetem Masaryka w Brnie (Czechy), Uniwersytetem Komeńskiego w Bratysławie (Słowacja), Uniwersytetem Loránda Eötvösa w Budapeszcie (Węgry), Uniwersytetem w Debreczynie (Węgry), Uniwersytetem Palackiego w Ołomuńcu (Czechy)  oraz Uniwersytetem Wiedeńskim (Austria). 

## Struktura organizacyjna

### Zakład Językoznawstwa Niderlandzkiego
Pracownicy:
- Kierownik: dr hab. Agata Kowalska-Szubert
- dr Zuzanna Czerwonka-Wajda
- mgr Anna Witczak

### Zakład Języka Niderlandzkiego
Pracownicy:
- Kierownik: dr Jacek Karpiński
- doc. dr Bolesław Rajman
- dr Katarzyna Tryczyńska
- dr Jerzy Zieliński
- mgr Agnieszka Jankowiak
- mgr Marzanna Jóźwiak-Kotynia
- mgr Sandra Szpic

- współpraca: prof. dr hab. Stanisław Prędota

### Zakład Dawnej Literatury Niderlandzkiej
Pracownicy:
- Kierownik: prof. dr hab. Stefan Kiedroń
- dr Małgorzata Dowlaszewicz
- dr Joanna Skubisz
- dr Jan Urbaniak

- współpraca: dr Agnieszka Leineweber

### Zakład Współczesnej Literatury Niderlandzkiej i Afrikaans
Pracownicy:
- Kierownik: dr hab. Irena Barbara Kalla
- dr hab. Bożena Czarnecka
- dr Ewa Dynarowicz
- prof. dr hab. Siegfried Huigen

- współpraca: prof. dr hab. Jerzy Koch

### Pracownia Studiów Kulturowych
- Kierownik: Ewa Dynarowicz

### Pracownia Dydaktyki Języków Germańskich
Pracownicy:
- Kierownik: doc. dr Bolesław Rajman
- dr Jerzy Zieliński

Pracownia Translatoryki i Języków Fachowych
- Kierownik: dr Katarzyna Tryczyńska

### Biblioteka Niderlandystyczna
Pracownicy:
- Kierownik: mgr Lidia Stelmach-Krzyszkiewicz
- mgr Weronika Kossowska

### Ośrodek Kultury Niderlandzkiej
Pracownicy:
- Kierownik: dr Joanna Skubisz